# Skałki Stoleckie
Skałki Stoleckie este o arie protejată (sit de importanță comunitară — SCI) din Polonia întinsă pe o suprafață de 9,54 ha, integral pe uscat.

## Localizare
Centrul sitului Skałki Stoleckie este situat la coordonatele 50°35′55″N 16°52′39″E / 50.5987°N 16.8775°E.

## Înființare
Situl Skałki Stoleckie a fost declarat sit de importanță comunitară în aprilie 2004 pentru a proteja 4 specii de animale.

## Biodiversitate
Situată în ecoregiunea continentală, aria protejată conține 2 habitate naturale: Pajiști uscate seminaturale și facies de acoperire cu tufișuri pe substraturi calcaroase (Festuco-Brometalia) (* situri importante pentru orhidee), Pante stâncoase calcaroase cu vegetație casmofită.
La baza desemnării sitului se află mai multe specii protejate de  mamifere (4): liliac cârn (Barbastella barbastellus), liliac cu urechi mari (Myotis bechsteinii), liliac cărămiziu (Myotis emarginatus), liliac comun (Myotis myotis).
Pe lângă speciile protejate, pe teritoriul sitului au mai fost identificate 10 specii de mamifere.